# 李学鹏
李学鹏（1988年9月18日—），出生于大连，中国足球运动员，司职后卫，现效力于中甲球队广西平果哈嘹。

## 职业生涯
2007年，李学鹏进入大连实德一队，在同年与青岛中能的第15轮联赛中最后时刻出场，首次代表大连实德比赛。并且在与浙江绿城的比赛中打进了至关重要的扳平入球，这是李学鹏职业生涯的首个进球。赛季结束后，他被短暂租借到香港联赛球队公民。
2009年中超联赛第一轮，在大连实德客场与天津泰达的比赛中，因为天津球迷把手中的矿泉水瓶和打火机砸向球场，李学鹏被球迷的举动激怒，捡起一个矿泉水瓶向观众席扔了回去，水瓶被防护网挡了下来。主裁判出示红牌将李学鹏罚下场。事后，李学鹏被中国足协及倶乐部处罚停赛、罚款及内部停训。
2010年的东亚四强赛，李学鹏首次入选了国家队，但并没有获得出场机会。同年6月，与法国队的友赛是李学鹏首次为国家队出场的国际A级赛。
2011年，李学鹏入选中国队参加亚洲杯的23人球员大名单。他也成为了大连实德唯一一名参加卡塔尔亚洲杯的球员並在小组赛最后一场对阵乌兹别克斯坦的比赛中出场。 
2014年6月10日，李学鹏同队友于汉超以4800万人民币身价转会加盟广州恒大。

## 家庭
李学鹏的父亲李锡财亦曾是一名足球运动员，其退役后曾担任大连实德女足的主教练。